# Груздев, Дмитрий Васильевич
Дмитрий Васильевич Груздев (8 декабря 1907 года, ст. Иваники, Ярославская губерния, Российская империя — умер после 1958 года, СССР) — советский военачальник, полковник (1943).

## Биография
Родился 8 декабря 1907 года в деревне Иваники, ныне Даниловского сельского поселения Даниловского района Ярославской области. Русский. До службы в армии Груздев с 1926 года работал перешивщиком пути на Буйском участке Северной железной дороги, с 1929 г. — грузчиком в Архангельском водном порту.

### Межвоенные годы
25 октября 1929 года был призван в РККА и направлен в 243-й стрелковый полк 81-й стрелковой дивизии МВО в городе Медынь, а в декабре переведен курсантом в полковую школу. В 1930 года сдал экстерном экзамен на младшего командира и продолжил службу в том же полку отделенным командиром, а с ноября 1931 года — помощник командира взвода связи. Член ВКП(б) с 1932 года. В июне 1932 года переведен пом. командира взвода связи в 80-й стрелковый полк 27-й Омской стрелковой дивизии БВО. С августа проходил обучение на окружных курсах среднего начсостава проволочников связи при 5-м полку связи в городе Брянск. После их окончания в феврале 1933 года был назначен в 109-й стрелковый полк 37-й стрелковой дивизии в городе Калинковичи, где служил командиром телеграфного взвода, пом. командира и командиром роты связи, с 30 апреля 1939 года — врид помощника начальника штаба полка по мобилизационной работе. В июле 1939 года дивизия была передислоцирована в город Омск. В сентябре она переформировывается в мотострелковую, а 109-й стрелковый полк — в 20-й мотострелковый. С октября Груздев исполнял должность начальника связи этого полка. 25 декабря 1939 года полк с дивизией был направлен на Северо-Западный фронт. В январе капитан Груздев переводится начальником связи 285-го артиллерийского полка 9-й армии и в его составе воевал с белофиннами на ухтинском направлении. За боевые отличия был награжден медалью «За отвагу». По окончании боевых действий 20 мая 1940 года откомандирован в Военную академию РККА им. М. В. Фрунзе, где зачислен слушателем заочного отделения, и был назначен преподавателем связи Калинковичского военно-пехотного училища.

### Великая Отечественная война
В начале войны продолжал служить в том же училище, которое было эвакуировано в город Вышний Волочек. 25 декабря 1941 года капитан Груздев назначается начальником 2-го (разведывательного) отделения штаба 134-й стрелковой дивизии, формировавшейся в городе Шарья Горьковской области. В конце февраля она со станции Солнечногорск убыла через Осташков в направлении Торопец и с 5 марта включена в состав 4-й ударной армии Калининского фронта. В конце марта дивизия была переброшена в район города Белый и затем участвовала в Демянской наступательной операции, в ожесточенных боях по овладению нас. пунктами Черный Ручей и Остров. С 1 мая она перешла в 41-ю армию и находилась с ней в обороне в районе юго-западнее Емельяново, Залексоновка, Гарь Шалыта.
С 5 июня 1942 года майор Груздев исполнял должность начальника штаба 134-й стрелковой дивизии и воевал с ней до конца войны. До конца ноября 1942 года она находилась в обороне северо-западнее города Белый, затем перешла в наступление и овладела нас. пунктами Карелово и Выползово, перерезав дорогу Смоленск — Белый. В марте 1943 года дивизия в составе 41-й армии принимала участие в Ржевско-Вяземской наступательной операции, в ходе которой освободила г. Белый. В этих операциях полковник Груздев как начальник штаба дивизии «показал образцы умелого планирования сложных боев, завершившихся крупными победами». С 16 марта 1943 года дивизия вошла в 39-ю армию Калининского фронта и до августа находилась с ней в обороне на рубеже Малое Вердино — Пузина. С 13 августа ее части перешли в наступление на духовщинском направлении и участвовали в Смоленской, Духовщинско-Демидовской наступательных операциях. За овладение сильным опорным пунктом противника — Вердино — дивизия получила наименование «Вердинская» (19.09.1943). В дальнейшем части дивизии вели боевые действия на витебском направлении в составе 39-й армии Калининского (с 20 октября — 1-го Прибалтийского), а с 20 января 1944 года — Западного фронтов. С 20 марта 1944 года была выведена в резерв Ставки ВГК. С 28 марта по 15 апреля она была переброшена из-под Витебска в район Ковеля, где вошла в 69-ю армию 1-го Белорусского фронта и заняла оборону на рубеже Серкизув — Юльянувка — Ныри — Осьмиговиче. В этот период с 17 по 23 апреля полковник Груздев временно командовал этой дивизией. С июля ее части принимали участие в Белорусской, Люблин-Брестской наступательных операциях, в форсировании рек Турья, Западный Буг и преследовании противника в варшавском направлении. 25 июля они форсировали реку Висла и захватили плацдарм на противоположном берегу, затем вели бои по его удержанию и расширению. За овладение городом Хелм дивизия была награждена орденом Красного Знамени. С января 1945 года дивизия успешно действовала в Висло-Одерской, Варшавско-Познанской и Берлинской наступательных операциях. За прорыв обороны южнее Варшавы она была награждена орденом Суворова 2-й ст., а за Берлинскую операцию — орденом Ленина.

### Послевоенное время
После войны в июле 1945 года полковник Груздев назначается заместителем военного коменданта города Дрезден Советской военной администрации земли Саксония. В августе 1949 года был переведен в распоряжение отдела кадров ЗакВО и в конце сентября назначен начальником отдела кадров Военно-строительного управления округа. С июля 1950 года исполнял должность начальника 9-го, а с 19 февраля 1951 года — 8-го отделов этого Военно-строительного управления. С июня был начальником 4-го отдела Управления кадров округа. В июне 1953 года назначен старшим преподавателем общевойсковой подготовки военной кафедры Грузинского политехнического института. 29 сентября 1958 года полковник Груздев уволен в запас.

## Награды
- орден Ленина (26.10.1955)[4]
- два ордена Красного Знамени (25.08.1944[5], 15.11.1950[4])
- два ордена Кутузова II степени (06.04.1945[6], 31.05.1945[7]
- орден Отечественной войны I степени (18.10.1943)[8]
- орден Отечественной войны II степени (02.05.1943)[9]
- два ордена Красной Звезды (30.01.1943[10], 21.02.1945[4])
- медали в том числе:
  - «За отвагу» (21.05.1940)[3]
  - «За боевые заслуги» (03.11.1944)[11][4]
  - «За Победу над Германией в Великой Отечественной войне 1941—1945 гг.» (1945)
  - «За взятие Берлина» (1945)